# Oudka
Oudka (franska: Oudka (CR), Oudka (Commune Rurale), arabiska: مزراوة) är en kommun i Marocko.   Den ligger i provinsen Taounate och regionen Fès-Meknès, i den nordöstra delen av landet, 200 km öster om huvudstaden Rabat. Antalet invånare är 8 392.